# Sangeang Api
Sangeang Api je činný vulkanický komplex, nacházející se na indonéském ostrově Sangeang. Ten je široký 13 km a jeho rozloha činný 153 km². Sopka patří mezi nejaktivnější v souostroví Malé Sundy a tvoří ji převážně latit a čedič. Skládá se dvou sopečných center: Doro Api (1 949 m) a Doro Mantoi (1 795 m). Obě dvě spočívají na východním okraji starší kaldery. K poslední erupci došlo v únoru 2022.

## Vulkanismus
Zaznamenávání erupcí započalo již v roce 1512 a do roku 1989 proběhlo 17 sopečných výbuchů, přičemž jich nejvíce bylo ve 20. století.
30. května 2014 nastala silná erupce a erupční sloupec sopečného popela vystoupal až do výšky 15–20 km. Zemědělci, pracující na ostrově, museli být evakuováni. Popel se později dostal až nad severozápadní Austrálii, kde mezinárodní letiště v Darwinu muselo zrušit své lety. Podobná, leč mírnější opatření podnikla taktéž letiště na jihovýchodě Austrálie či na indonéském ostrově Bali.

## Klima
Podnebí ostrova je klasifikováno jako oceánské subtropické horské (Cfb). Období sucha spadají mezi červen a září. Období dešťů s velmi velkými srážkovými úhrny trvají od listopadu do dubna. Průměrně zde za rok naprší 3 921 mm.
| Sangeang – podnebí          | Sangeang – podnebí | Sangeang – podnebí | Sangeang – podnebí | Sangeang – podnebí | Sangeang – podnebí | Sangeang – podnebí | Sangeang – podnebí | Sangeang – podnebí | Sangeang – podnebí | Sangeang – podnebí | Sangeang – podnebí | Sangeang – podnebí | Sangeang – podnebí |
| Období                      | leden              | únor               | březen             | duben              | květen             | červen             | červenec           | srpen              | září               | říjen              | listopad           | prosinec           | rok                |
| --------------------------- | ------------------ | ------------------ | ------------------ | ------------------ | ------------------ | ------------------ | ------------------ | ------------------ | ------------------ | ------------------ | ------------------ | ------------------ | ------------------ |
| Průměrné denní maximum [°C] | 21,8               | 21,4               | 22,2               | 22,2               | 21,8               | 21,1               | 21                 | 21,9               | 22,7               | 23,2               | 22,2               | 21,5               | 21,9               |
| Průměrná teplota [°C]       | 17,2               | 16,9               | 17,5               | 17,2               | 16,8               | 16,1               | 15,5               | 16                 | 16,7               | 17,5               | 17,5               | 17,1               | 16,8               |
| Průměrné denní minimum [°C] | 12,6               | 12,4               | 12,8               | 12,3               | 11,9               | 11,1               | 10,1               | 10,1               | 10,7               | 11,8               | 12,8               | 12,7               | 11,8               |
| Průměrné srážky [mm]        | 776                | 633                | 571                | 350                | 193                | 94                 | 64                 | 62                 | 95                 | 165                | 365                | 553                | 3 921              |
| Zdroj: KLIMA-DATA.ORG       |                    |                    |                    |                    |                    |                    |                    |                    |                    |                    |                    |                    |                    |

## Galerie

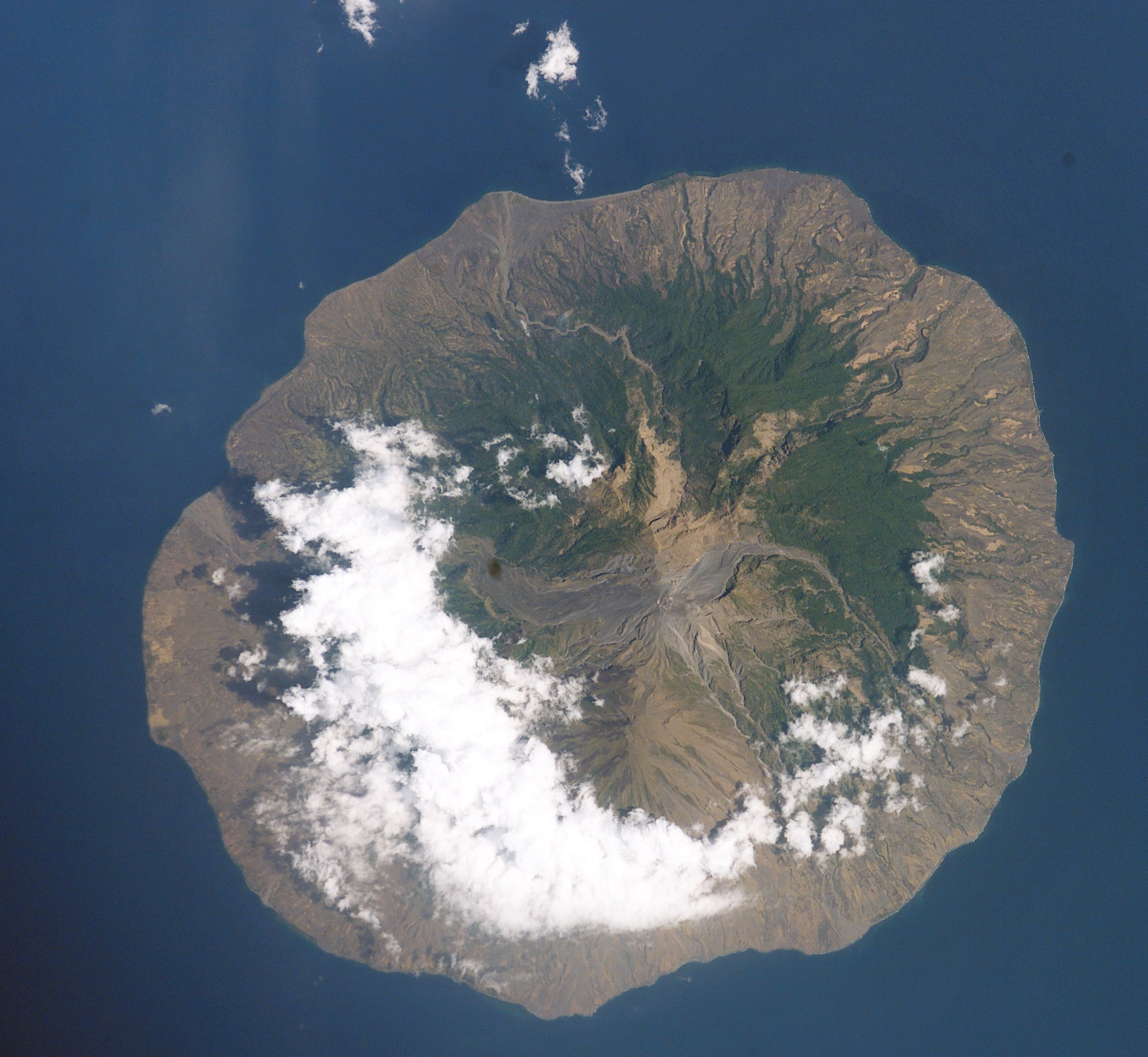
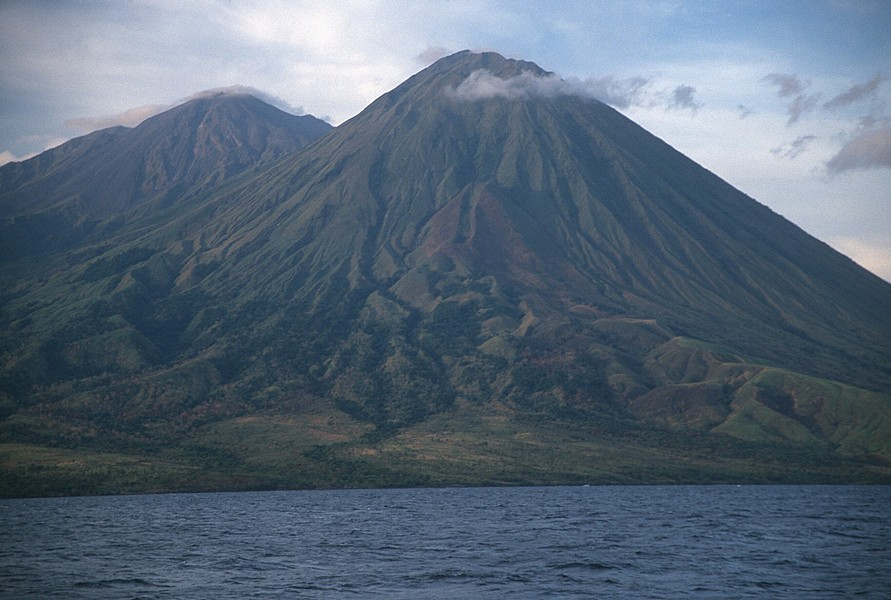